# Kungfu Xaolin

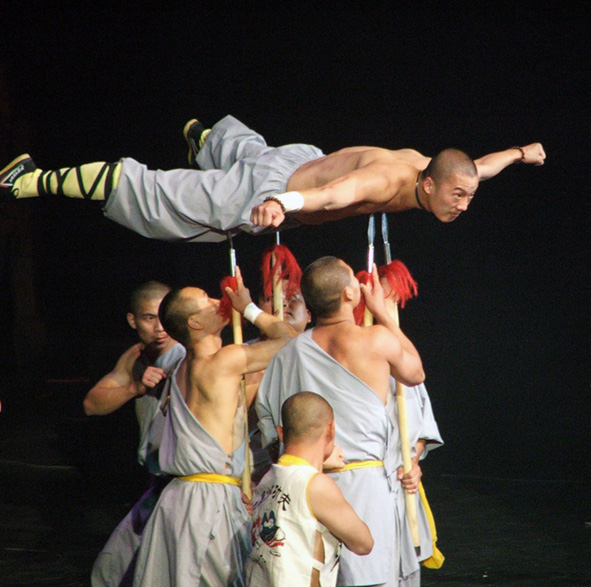
Monjos Xaolin fent demostració de kungfu Xaolin

El kungfu Xaolin (xinès: 少林功夫; pinyin: Shàolín gōng fu), també anomenat wushu Xaolin (少林武術; Shàolín wǔshù) o Xaolin quan (少林拳; Shàolín quán), és un dels estils de wushu o kungfu més antics i coneguts. Combina budisme zen i arts marcials, i té el seu origen i va ser desenvolupat al monestir Shaolin de la província de Henan -Xina- al llarg de 1500 anys.
Alguns refranys populars del folklore xinès relacionat amb aquesta pràctica diuen: "Totes les arts marcials sota el cel venen de Xaolin" i "El kungfu Xaolin és el millor sota cel," indicant la influència del kungfu Xaolin entre les arts marcials.